# Cyklamen perski

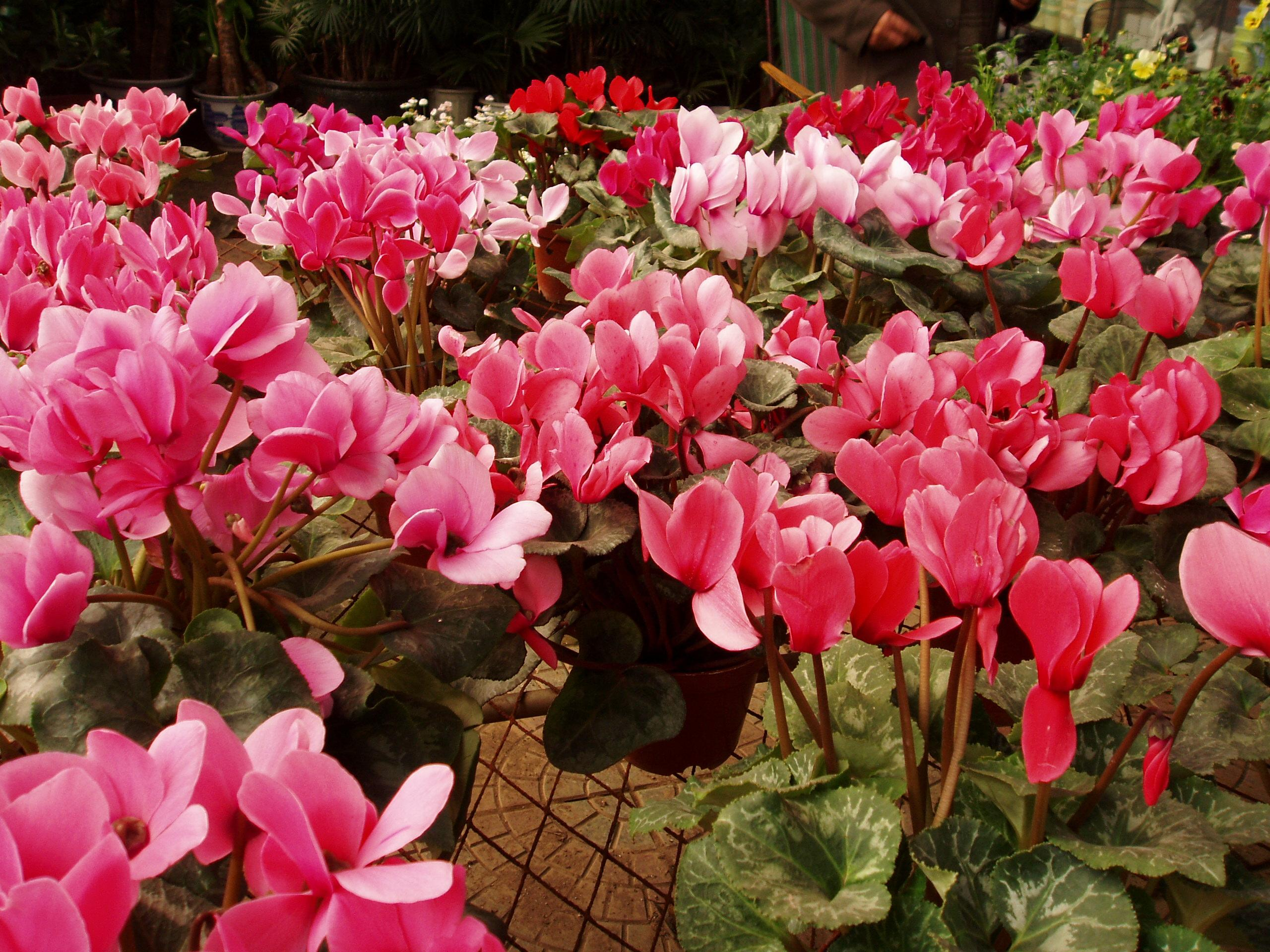
Odmiana ozdobna

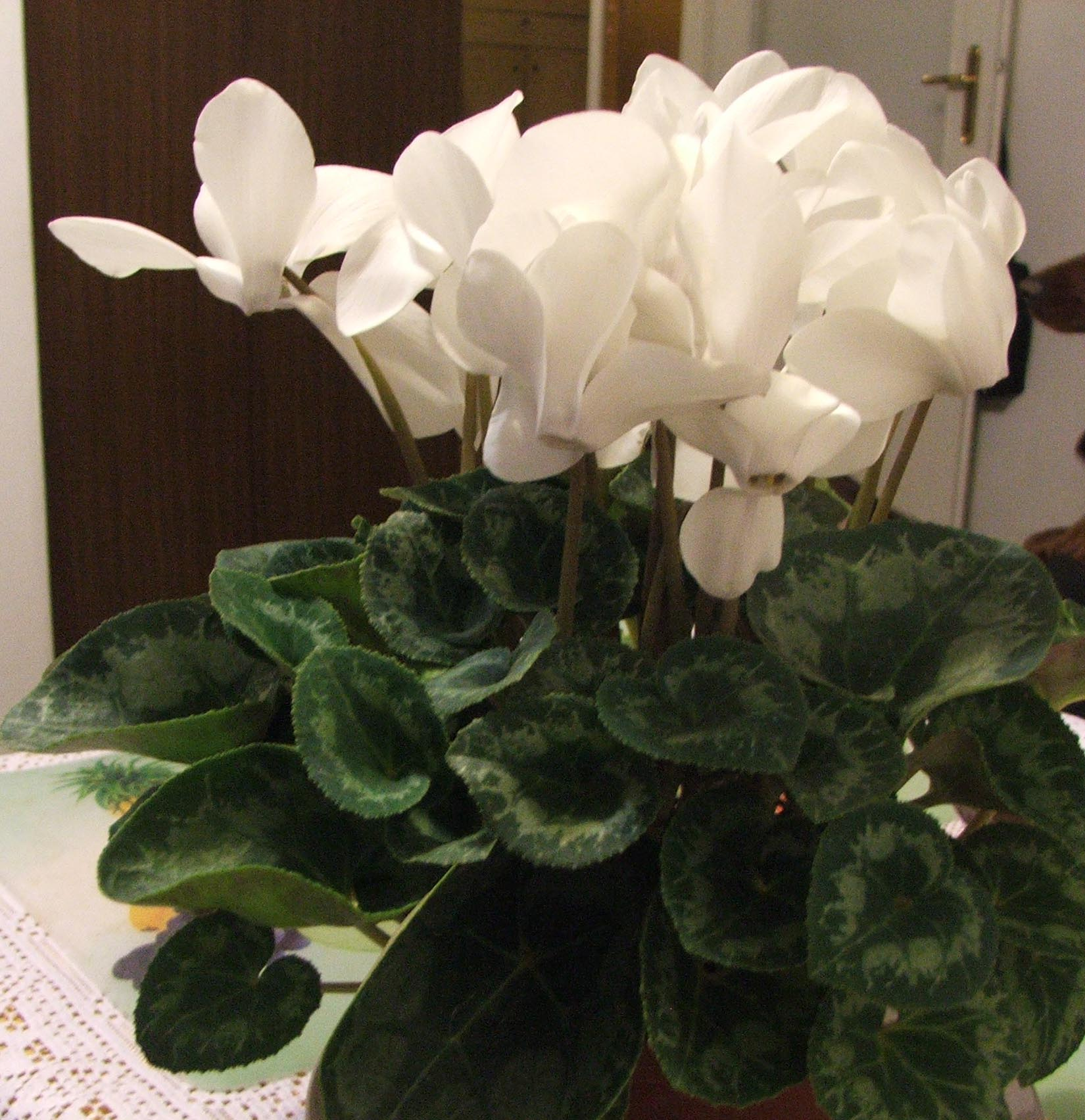
Odmiana ozdobna

Cyklamen perski (Cyclamen persicum Mill.) – gatunek rośliny wieloletniej należący do rodziny pierwiosnkowatych. Błędnie nazywany jest czasami fiołkiem alpejskim (to zupełnie inny gatunek należący do rodziny fiołkowatych). Rośnie dziko w górach Europy (w Grecji), Azji Zachodniej i w Afryce Północnej (Algieria, Tunezja). Jest często uprawiany jako ozdobna roślina doniczkowa.

## Morfologia
PokrójRoślina zielna wykształcająca bulwy. Maksymalna wysokość to 30–40 cm.
LiścieRóżnej wielkości – zależnie od odmiany i wielkości bulwy, długoogonkowe, sercowate lub nerkowate, całobrzegie lub ząbkowane. W zależności od odmiany barwa liści może być różna – od jasno- do ciemnozielonej, często błyszczące o wyraźnym unerwieniu.
KwiatyKwitnie od jesieni do wiosny. Kwiaty zależnie od odmiany od białych przez różowe do czerwonych w różnych odcieniach, różnej wielkości, pojedyncze bądź pełne. Osadzone na długich szypułkach, które wyrastają bezpośrednio z bulwy.
KorzeńKorzenie wyrastają z podziemnej, wieloletniej bulwy.

## Zmienność
W wyniku hodowli uzyskano szereg odmian uprawnych – od miniaturowych, przez średnie (midi) do standardowych i przeznaczonych na kwiaty cięte. Odmiany różnią się kwiatami (barwą, kształtem i zapachem) oraz liśćmi.
- cyklameny pojedyncze to najstarsza grupa odmian (np. ognistoczerwona ‘Leuchtfeuer’)
- cyklameny pastelowe – barwa płatków jaśniejsza na brzegach
- grupy Plenum i Duplex – odmiany o większej liczbie płatków
- grupa Fimbriatum to odmiany o kwiatach pojedynczych i postrzępionych płatkach
- grupa Rococo – płatki kwiatów postrzępione, karbowane i faliste
- grupa Odoratum – to odmiany o kwiatach pachnących
- grupa Decora wyróżnia się roślinami o pięknych kwiatach, ale i pięknym rysunku na liściach
- cyklameny miniaturowe
- cyklameny uprawiane na kwiat cięty

## Zastosowanie
Roślina ozdobna. Słynie z różnorodności odmian i grup odmian. W krajach o cieplejszym klimacie jest uprawiany w ogrodach, w Polsce głównie jako roślina pokojowa (strefy mrozoodporności 9-10). Może być u nas również uprawiany w ogrodzie, jednak bulwy muszą być przed zimą wykopane i przetrzymywane w niezamarzającym pomieszczeniu.

## Uprawa
Historia uprawyPrawdopodobnie zaczęto je uprawiać we Francji w tamtejszych ogrodach botanicznych około roku 1620.
WymaganiaUmiarkowana wilgotność – wymaga podlewania od dołu, by bulwa nie zgniła, roślina nie może stać w wodzie; światło rozproszone; temperatura optymalna dla tej rośliny to 7–15 °C, nie znosi przeciągów i wyziewów z urządzeń gazowych. Nawozić podczas kwitnienia raz na tydzień.
RozmnażanieZwykle przez siew od lipca do marca – główna pora to październik i listopad. W warunkach domowych można też rozdzielać stare bulwy po obumarciu kwiatów i starych liści.

## Szkodniki i choroby
- Mszyca cyklamenowa
- Mączniak rzekomy na liściach.
- Szara pleśń u nasady szypułek kwiatowych i ogonków liściowych
- Gnicie bulwy spowodowane jej zalaniem.